# 密告
密告（みっこく）とは、密かに告発すること。

## 字義的な意味
友人同士の悪事や、悪戯の犯人などを知らせることは「告げ口」程度に認識されることが多い。告発という言葉のもつ響きでは政治に対する批判や、生活に対する不満を口にする者を、治安当局に通報することを指すことが多い。ただ、日本の若者の使うスラングの「チクる」も「密告る」と字が当てられることもある。この隠語として「タレコミ」と「チンコロ」がある（後者はやくざ等の裏社会に属する者が使う事がある）。信頼関係に基づき言った言葉がそのまま密告されることもあるため、日本では信頼を損なう行為として認識されている。

## 制度としての密告
歴史的には恐怖政治や軍事独裁、共産主義による政権下においては、政治批判や日常生活の不満を密告者によって集め、批判や不満を言う者を思想的に弾圧し、また国民同士が監視しあうことによって団結して国家への反駁を防ぐことが行なわれてきた。これら制度としての密告は、すでに密告が当然となった社会の中で行なわれるために「密か」という前提条件はあまり成立しないが、密告者が誰かという秘密は守られる。
密告する対象としては友人や隣人があげられるが、家族も対象となる場合があり実際日本や中国、北朝鮮、東ドイツではこの告発をもとに逮捕されたケースも無数に存在する。
通常、密告を行えば、密告者には報奨が支払われる。このため、密告者の中には自身の安泰と報奨目当てに、意図的もしくは不確かな記憶に基づくでたらめな告発を行う者もおり、不合理な冤罪を生むケースもある。密告がなされないままなんらかの原因で支配層に対する反乱、反抗、およびそれに類する行為が発覚した場合は、密告をしなかったことが処罰の対象になる場合がある。
- 大韓民国
  - 近代国家ではこうした密告制度が現存している国は少ないが、大韓民国の国家保安法では、密告が義務付けられている。ただし、他人を陥れる目的で無実の者を同法違反者として通報する誣告が確認された場合、密告者が処罰される（誣告処罰規定による）。

- 中華人民共和国
  - 2017年4月 -　中国国務院傘下の国家安全部は、習近平総書記指導下で機密情報を漏洩させる外国人スパイ及び分離独立運動支持者などに関する情報を提供した人民に1万元から50万元の報奨金を与えると発表した。
  - 2017年8月 - 党の支配力向上を目的とする情報収集のために各企業内に中国共産党の下部組織を設置することを推奨、社内定款の条件とする旨を国内約3100社余りに通知した。
  - 2018年4月 -　インターネット上に通報サイトを開設。機密情報の盗難、機密情報の漏洩、分離独立思想者、国家転覆を狙う思想者などの幅広い情報収集を行うと公表、通報者に報奨金を約した上で誤情報などを捏造した者には罰則を付すとした。